# Aethina tumida

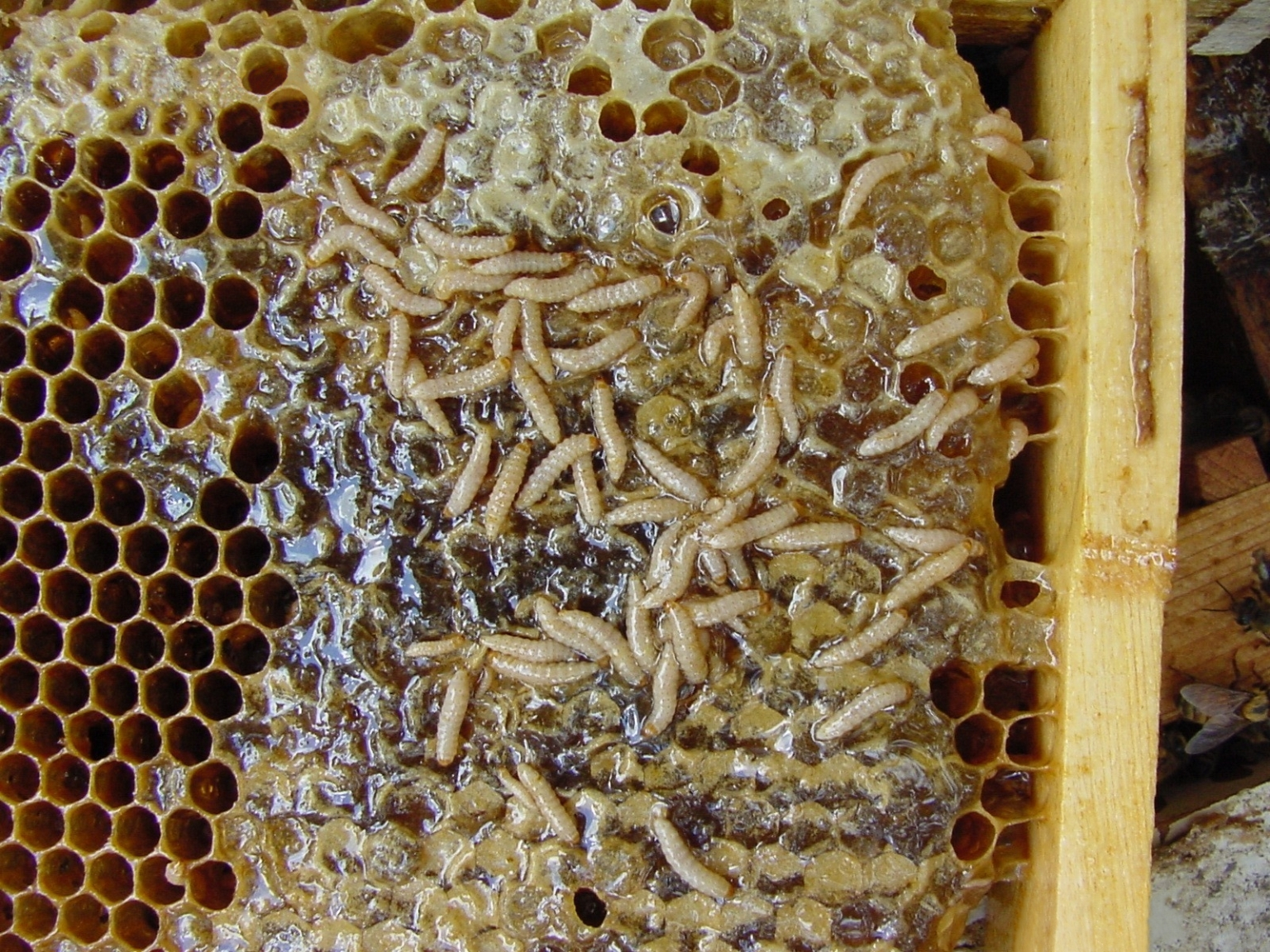
Larvas en un panal de abeja doméstica

Aethina tumida es una especie de escarabajos perteneciente a la familia de los nitidúlidos, un grupo caracterizado por su afinidad a productos de plantas que fermentan. En el caso de Aethina tumida, la afinidad a los productos de plantas que fermentan está asociada con las colonias de las abejas, concretamente a la miel y polen. 
Es originario de África, de la región Subsahariana, pero se ha extedido, gracias a la actividad humana de la apicultura, por Norteamérica, Australia y recientemente Europa. 
El escarabajo adulto es de color marrón oscuro y de aproximadamente entre 5 a 7 mm de largo y oval con dos antenas muy características terminadas en forma de mazo. Es un volador fuerte, entra al interior de las colmenas volando por la piquera, se mueve rápido. La larva se ve superficialmente similar a la larva de la polilla de la cera. 
Las larvas se nutren de miel, polen y huevos produciendo galerías en los panales de las colmenas donde habita, comprometiendo la vida de estas y convirtiendo al Aethina tumidaen en una plaga denominada etinosis.